# Inno nazionale (Luca Carboni)
Inno nazionale prodotto da Mauro Malavasi che ha curato gli arrangiamenti. è una canzone del cantautore bolognese Luca Carboni pubblicata nel 1995.

## Formazione
- Luca Carboni - voce - cori
- Mauro Malavasi - tastiera - tromba - cori
- Mauro Patelli - chitarra elettrica
- Antonello Giorgi - batteria
- Luca Malaguti - basso

Produzione
- Mauro Malavasi – produzione, mixaggio, mastering

## Il brano
È il singolo che precede l'uscita dell'album MONDO world welt monde del 1995. Il brano è contenuto anche nella raccolta Fisico & politico, dove è reinterpretato insieme a Miguel Bosé.

## Il video
Il video della canzone è stato registrato al Parco dell'Eur di Roma e diretto da Alex Infascelli. Il video ha come protagonisti Luca Carboni e la sua band vestiti in giacca e cravatta e con gli occhiali stile iene di Tarantino. Improvvisamente si vede sul tetto un tiratore scelto che inizia a sparare ferendo a morte uno dietro l'altro i membri della band. Nella parte conclusiva della canzone viene colpito Luca Carboni, anche lui ucciso sotto il tiro del cecchino. Il video finisce con la bandiera bianca che si abbassa sui corpi insanguinati dei musicisti.

## Tracce
1. Inno nazionale (Luca Carboni)
2. Himno hipernacional (In spagnolo: Luca Carboni; Traduzione: Miguel Bosé)
3. Ci vuole un fisico bestiale (Luca Carboni)